# クインシー・ポンデクスター
クインシー・ポンデクスター  (Quincy Coe Pondexter 1988年3月10日 - )は、アメリカ合衆国カリフォルニア州フレズノ出身のプロバスケットボール選手。

## 来歴
ワシントン大学で4年間在籍し、2009-10シーズンは平均19.3得点を記録し、NBAスカウトからも注文される存在となり、2010年のNBAドラフトでは、26位でオクラホマシティ・サンダーから指名されるも、直後に交渉権がニューオーリンズ・ホーネッツに移動し、ホーネッツでNBA生活がスタートした。

1年目は平均2.8得点と苦しみ、2年目の2011-12シーズン開幕前にグレイビス・バスケスとの交換トレードでメンフィス・グリズリーズに移籍。

2012-13シーズンは右膝の後十字靭帯の負傷。2013-14シーズンは、開幕前に4年間の新契約を結ぶも、右足を疲労骨折など負傷が相次ぎ、伸び悩んだ。

2015年1月12日、ボストン・セルティックスなどが絡んだ三角トレードでニューオーリンズ・ペリカンズに復帰。43試合出場で平均9得点、3ポイントシュート成功率は初めて40%を越える活躍で、ペリカンズの4年振りのプレーオフ出場に貢献した。
2015年夏に左膝の手術。2015-16シーズンに入っても状態が思わしくなく、2016年1月に再手術となり、同シーズンは全休となり、2016-17シーズンも全休を余儀無くされ、2017年8月31日にシカゴ・ブルズに放出された。2018年2月1日、ブルズからウェイブされた。
2018年8月29日、サンアントニオ・スパーズと契約した。

## 家族
叔父のクリフも元NBA選手で1975年から1978年にかけてシカゴ・ブルズでプレーした。